# هاري لي (لاعب كريكت)
هاري لي (26 أكتوبر 1890 في الإمبراطورية الرومانية - 21 أبريل 1981) (بالإنجليزية: Harry Lee)‏ هو لاعب كريكت بريطاني (وحمل سابقاً جنسية المملكة المتحدة لبريطانيا العظمى وأيرلندا). شارك مع منتخب إنجلترا للكريكت. أما مع النوادي، فقد لعب مع نادي مقاطعة ميدلسكس للكريكت ‏ ونادي مارليبون للكريكت ‏.

## وصلات خارجية
- هاري لي على موقع إي آس بي آن كريك إنفو (الإنجليزية)